# Territ cuallarg
El territ cuallarg (Bartramia longicauda) és un gran ocell limícola de la família dels escolopàcids (Scolopacidae) i únic membre del gènere Bartramia.

## Morfologia
- Fa 28-32 cm de llargària, amb una envergadura de 50-55 cm.[2]
- Potes llargues de color groc.
- Llarg coll i cua. Cap i coll de color marró amb ratlles
- El cap i el coll són de color clar amb ratlles marrons. Les ales per les dues cares marrons clapejades de fosc. Ventre blanc.

## Distribució i hàbitat
Cria en zones de pastures obertes i camps freqüentment no lligats a l'aigua, d'Alaska, nord-oest i sud del Canadà i nord dels Estats Units. Passa l'hivern al sud del Brasil, est del Perú, Uruguai, el Paraguai i nord de l'Argentina. Ocasionalment alguns divagants arriben fins a les illes Britàniques.